# Australachalcus variabilis
Australachalcus variabilis är en tvåvingeart som beskrevs av Marc Pollet 2005. Australachalcus variabilis ingår i släktet Australachalcus och familjen styltflugor. Inga underarter finns listade i Catalogue of Life.